# 彼得·肖
彼得·肖（英語：Peter Shaw，1954年—），新西兰前男子草地滚球运动员。他曾代表新西兰参加1990年英联邦运动会草地滚球比赛，获得男子四人铜牌。